# WON Feud of the Year
El Wrestling Observer Newsletter (WON) Feud of the Year Award es un premio entregado por la revista de lucha libre profesional Wrestling Observer Newsletter reconociendo a la mejor rivalidad o feudo del año en lucha libre profesional o artes marciales mixtas.

## Ganadores
| Año  | Ganador                                                  | Promoción perteneciente                    |
| ---- | -------------------------------------------------------- | ------------------------------------------ |
| 1980 | Bruno Sammartino vs. Larry Zbyszko                       | World Wrestling Federation (WWF)           |
| 1981 | André the Giant vs. Killer Khan                          | World Wrestling Federation (WWF)           |
| 1982 | Junkyard Dog vs. Ted DiBiase                             | National Wrestling Alliance (NWA)          |
| 1983 | The Freebirds vs. The Von Erichs                         | World Class Championship Wrestling (WCCW)  |
| 1984 | The Freebirds (2) vs. The Von Erichs (2)                 | World Class Championship Wrestling (WCCW)  |
| 1985 | Jim Duggan vs. Ted DiBiase (2)                           | Universal Wresling Federation (UWF)        |
| 1986 | Hulk Hogan vs. Paul Orndorff                             | World Wrestling Federation (WWF)           |
| 1987 | Jerry Lawler vs. Tommy Rich & Austin Idol                | Continental Wrestling Association (CWA)    |
| 1988 | The Midnight Express vs. The Fantastics                  | Jim Crockett Promotions (JCP)              |
| 1989 | Ric Flair vs. Terry Funk                                 | Jim Crockett Promotions (JCP)              |
| 1990 | Jumbo Tsuruta vs. Mitsuharu Misawa                       | All Japan Pro Wrestling (AJPW)             |
| 1991 | Jumbo Tsuruta (2) vs. Mitsuharu Misawa (2)               | All Japan Pro Wrestling (AJPW)             |
| 1992 | Jerry Lawler (2) & Jeff Jarrett vs. The Moondogs         | United States Wrestling Association (USWA) |
| 1993 | Jerry Lawler (3) vs. Bret Hart                           | World Wrestling Federation (WWF)           |
| 1994 | Eddy Guerrero & Art Barr vs. El Hijo del Santo & Octagón | Asistencia Asesoría y Administración (AAA) |
| 1995 | Eddy Guerrero (2) vs. Dean Malenko                       | Extreme Championship Wrestling (ECW)       |
| 1996 | WCW vs. nWo                                              | World Championship Wrestling (WCW)         |
| 1997 | Steve Austin vs. The Hart Foundation                     | World Wrestling Federation (WWF)           |
| 1998 | Steve Austin (2) vs. Vince McMahon                       | World Wrestling Federation (WWF)           |
| 1999 | Steve Austin (3) vs. Vince McMahon (2)                   | World Wrestling Federation (WWF)           |
| 2000 | Triple H vs. Mick Foley                                  | World Wrestling Federation (WWF)           |
| 2001 | Kazushi Sakuraba vs. Wanderlei Silva                     | PRIDE Championship Wrestling (PRIDE)       |
| 2002 | Ken Shamrock vs. Tito Ortiz                              | Ultimate Fighting Championship (UFC)       |
| 2003 | Brock Lesnar vs. Kurt Angle                              | World Wrestling Entertainment (WWE)        |
| 2004 | Triple H (2) vs. Shawn Michaels vs. Chris Benoit         | World Wrestling Entertainment (WWE)        |
| 2005 | Triple H (3) vs. Batista                                 | World Wrestling Entertainment (WWE)        |
| 2006 | Ken Shamrock (2) vs. Tito Ortiz (2)                      | Ultimate Fighting Championship (UFC)       |
| 2007 | The Undertaker vs. Batista (2)                           | World Wrestling Entertainment (WWE)        |
| 2008 | Chris Jericho vs. Shawn Michaels (2)                     | World Wrestling Entertainment (WWE)        |
| 2009 | CM Punk vs. Jeff Hardy                                   | World Wrestling Entertainment (WWE)        |
| 2010 | Kevin Steen vs. El Generico                              | Ring of Honor (ROH)                        |
| 2011 | CM Punk (2) vs. John Cena                                | World Wrestling Entertainment (WWE)        |
| 2012 | Hiroshi Tanahashi vs. Kazuchika Okada                    | New Japan Pro-Wrestling (NJPW)             |
| 2013 | Hiroshi Tanahashi (2) vs. Kazuchika Okada (2)            | New Japan Pro-Wrestling (NJPW)             |
| 2014 | Jon Jones vs. Daniel Cormier                             | Ultimate Fighting Championship (UFC)       |
| 2015 | Conor McGregor vs. José Aldo                             | Ultimate Fighting Championship (UFC)       |
| 2016 | Conor McGregor(2) vs. Nate Diaz                          | Ultimate Fighting Championship (UFC)       |
| 2017 | Kazuchika Okada (3) vs Kenny Omega                       | New Japan Pro-Wrestling (NJPW)             |
| 2018 | Johnny Gargano vs. Tommaso Ciampa                        | World Wrestling Entertainment (WWE)        |
| 2019 | Johnny Gargano vs. Adam Cole                             | World Wrestling Entertainment (WWE)        |
| 2020 | Jon Moxley vs. Eddie Kingston                            | All Elite Wrestling (AEW)                  |
| 2021 | Kenny Omega vs. Adam Page                                | All Elite Wrestling (AEW)                  |
| 2022 | FTR vs. The Briscoes                                     | Ring of Honor (ROH)                        |